# Nøss
Nøss est une localité du comté de Nordland, en Norvège.

## Géographie
Administrativement, Nøss fait partie de la kommune d'Andøy.

## Quelques vues de Nøss

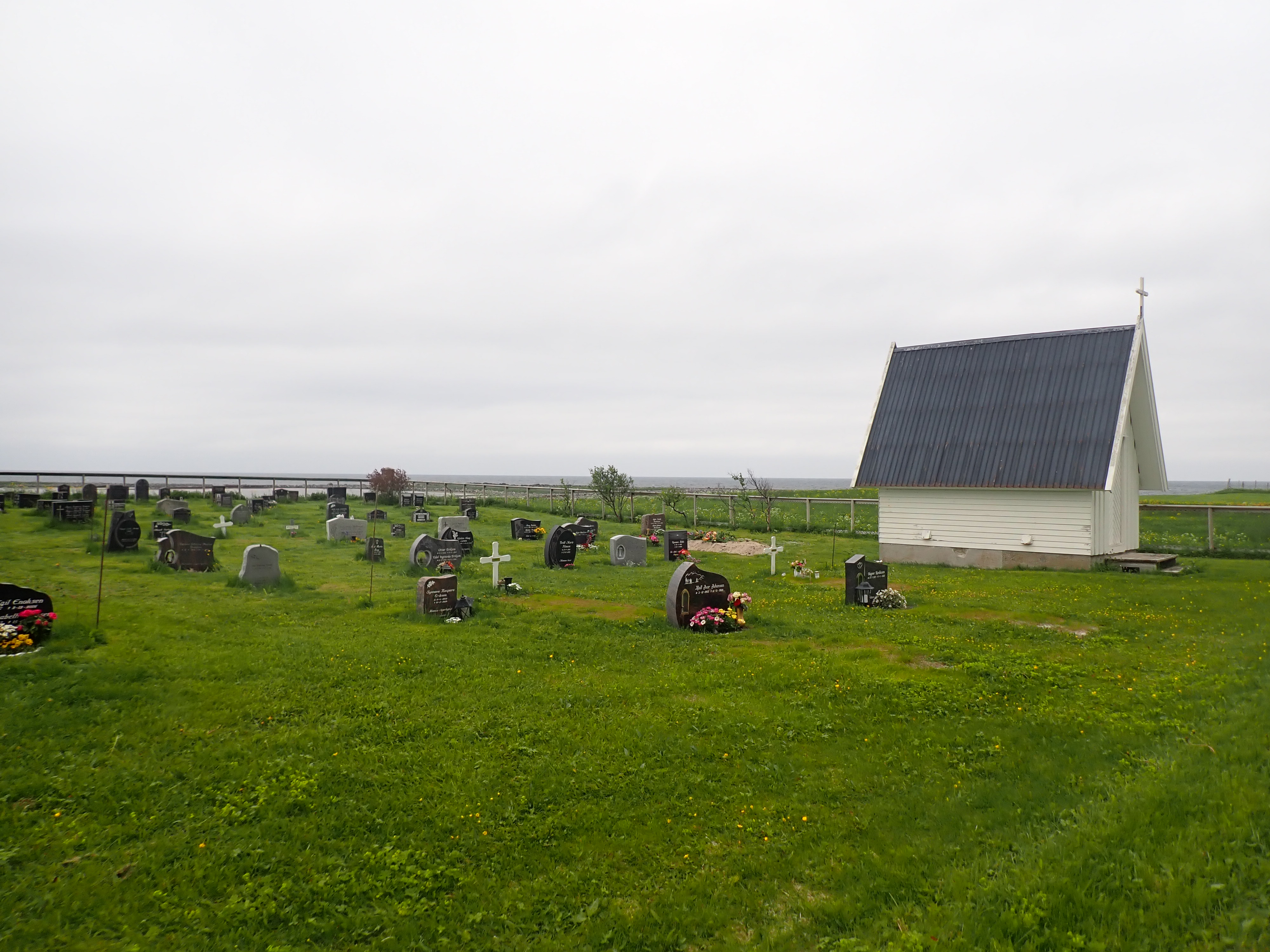
Cimetière de Nøss